# Tino Pascali
Celestino Pascali (Buenos Aires, 21 de febrero de 1928 - Mar del Plata, 20 de mayo de 2005), más conocido como Tino Pascali, fue un actor argentino.

## Carrera
Comenzó su carrera artística en los años 1940 en grupos de teatro en los que interpretó piezas de autores como Cervantes, Molière, entre otros.
Estudió arte dramático en la Universidad de Cuyo, donde se ganó una beca para continuar sus estudios en Italia. En 1957 debutó en el Teatro Presidente Alvear, dirigido por Armando Discépolo. Al regresar a Buenos Aires comenzó su carrera cinematográfica. Participó en 17 películas, entre ellas Crónica de un niño solo, Hombre de la esquina rosada, La fiaca y Vamos a soñar con el amor, entre otras, siguiendo en la radio, y luego la televisión donde participó en programas cómicos como La tuerca (donde actuó junto a
Gogó Andreu,
Tono Andreu,
el Pato Carret,
Guido Gorgatti,
Nelly Láinez,
Julio López,
Vicente Rubino,
Carmen Vallejo y
Tincho Zabala), y
Los Campanelli, que fue llevado al teatro y al cine, en compañía con Zulma Grey, entre otros.
Particularmente en el programa "La Tuerca", es recordado tanto en ediciones antiguas de la época del blanco y negro de la TV como por la última temporada de 1981, ya en color, por su interpretación de personajes corruptos y con cierta influencia, tales como el funcionario municipal a quien un despistado y poco prevenido ciudadano (interpretado por Joe Rigoli) va a ver para gestionar un permiso por un árbol en la puerta de su casa, a quien se le pide que cumplimente un sinnúmero de requisitos, muchas veces ridículos (tales como el certificado de vacunación del perro que orinó el árbol) popularizando la frase, dicha a viva voz ni bien comenzaba el "sketch", "Tengo Todo Traje Todo!!", dicha en el momento en que se presenta ante el funcionario, llevando una pila grande de papeles; como también interpretando a un funcionario corrupto de una empresa que se apellida "Cazagrosso" (de "cazar", que en Argentina también se usa para designar la acción de ganar dinero no muy honestamente, y "grosso", palabra con la cual en Argentina es sinónimo de "mucho" - ambas palabras son "argot"), que, ante cualquier solicitud de autorización para realizar un trabajo en la empresa, agrega requisitos supuestamente de seguridad incrementando los presupuestos y guardándose la diferencia, en una cadena de corrupción (porque el contratista pasa sucesivamente por oficinas con personajes similares a él, con nombres tales como "Cometeira", por "coima", palabra del argot argentino que significa "soborno") y que cuando llega al dueño de la empresa (interpretado por Marcos Zucker) infló los precios iniciales hasta hacerlos increíblemente desbordados.
Actuó con figuras del espectáculo como Alberto Olmedo, Julio de Grazia y Jorge Porcel, entre otros.
En 1990 se radicó en Italia donde filmó dos años después, Giuseppe Ferrara. En sus últimos años volvió a su país, radicándose en Pilar (provincia de Buenos Aires), a 40 km de la ciudad de Buenos Aires. Viajaba continuamente a Italia, donde trabajaba en cine y en cortos publicitarios. Entre sus últimos trabajos en Argentina, participó en La flaca Escopeta, con Linda Peretz, y en La nona (de Roberto Cossa, versión comedia musical). En 1999 y 2000 integró el elenco de la tira de Canal 9 Los buscas de siempre y en 2003 intervino en Costumbres argentinas, por Telefé. En 2003 realiza su última aparición cinematográfica en India Pravile, de Mario Sabato.
Falleció el 20 de mayo de 2005 a los 77 años en Mar del Plata, donde ensayaba la obra El hombre de la flor en la boca (Pirandello 1923).

## Filmografía[2]
- 1956: Surcos en el mar.
- 1961: Rebelde con causa.
- 1962: Hombre de la esquina rosada.
- 1964: Crónica de un niño solo.
- 1968: La casa de Madame Lulú.
- 1968: El novicio rebelde.
- 1969: La fiaca.
- 1969: Corazón contento (1969)
- 1969: Amor libre.
- 1969: ¡Viva la vida!.
- 1971: Vamos a soñar con el amor.
- 1971: El veraneo de los Campanelli.
- 1972: El picnic de los Campanelli.
- 1979: Las locuras del profesor.
- 1987: Susana quiere, el negro también!.
- 1992: Giuseppe Ferrara.
- 2003: India Pravile.